# Però, qui ha mort en Harry?
Però, qui ha mort en Harry? (títol original en anglès, The Trouble with Harry) és una pel·lícula estatunidenca d'Alfred Hitchcock, estrenada el 1955. S'ha doblat al català.

## Argument
Un noi descobreix un cadàver en el camp, i marxa a buscar de pressa la seva mare. En el mateix moment, un vell caçador es troba amb el cadàver i pensa que l'ha matat. Altres persones es creuran successivament culpables, i enterren el cadàver molest. Però reapareixerà sempre en el pitjor moment.

## Anàlisi
Però, qui ha mort en Harry? és una pel·lícula bastant atípica en la filmografia, almenys americana, de Hitchcock, ja que el suspens hi és quasi absent, encara que la història giri al voltant d'un cadàver. Adaptada d'una novel·la del britànic Jack Trevor Story, es tracta essencialment d'una comèdia, lleugerament surrealista. El descobriment del cadàver no desperta cap por als diferents personatges, que no hi veuen més que un paquet molest. L'humor és present de cap a peus, un humor més aviat absurd. Així, mentre el cadàver és trobat a la rodalia d'un bosc que hauria de ser en principi poc freqüentat, el caçador, que és el segon a fer el macabre descobriment i que s'imagina haver matat l'home per accident, vol amagar-lo i en anar a desplaçar el cos, algú arriba... Sobre la història principal s'afegeixen episodis igualment graciosos: així, per exemple, un pintor intenta vendre els seus quadres abstractes en una paradeta del poble, en la qual es ven també sidra; per un atzar feliç, un home acaba passant per allà i, després d'intentar suscitar l'atenció tant de la venedora com del pintor, acaba comprant totes les teles. La pel·lícula recorda pel to, macabre però bromista, sobretot a Kind Hearts and Coronets de Robert Hamer, clàssic cinematogràfic d'humor negre britànic, heretat entre altres de Wilde.

## Galeria

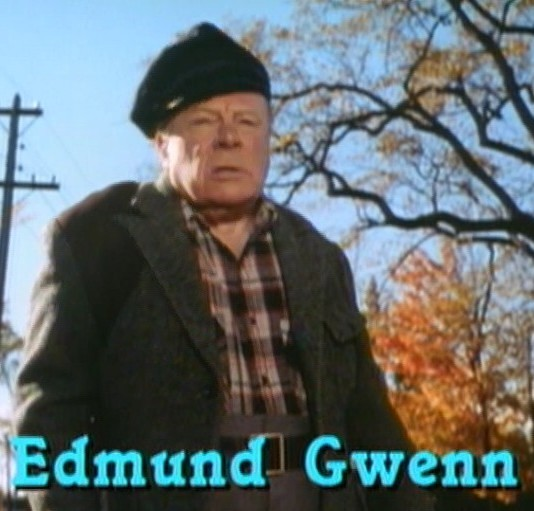
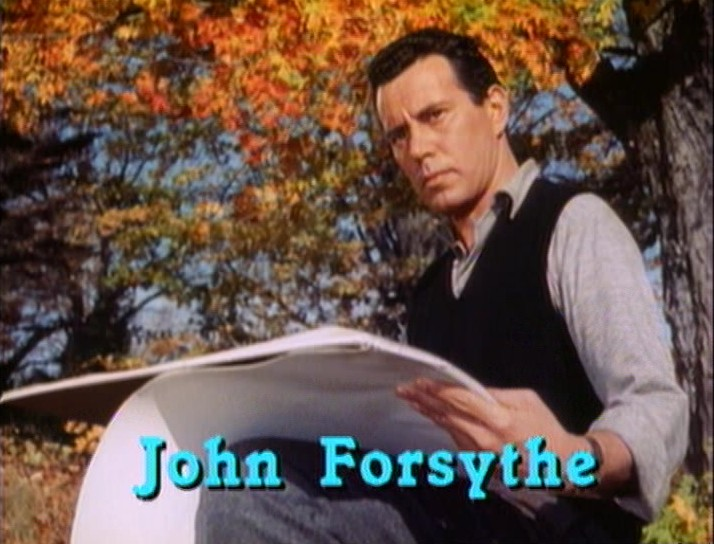
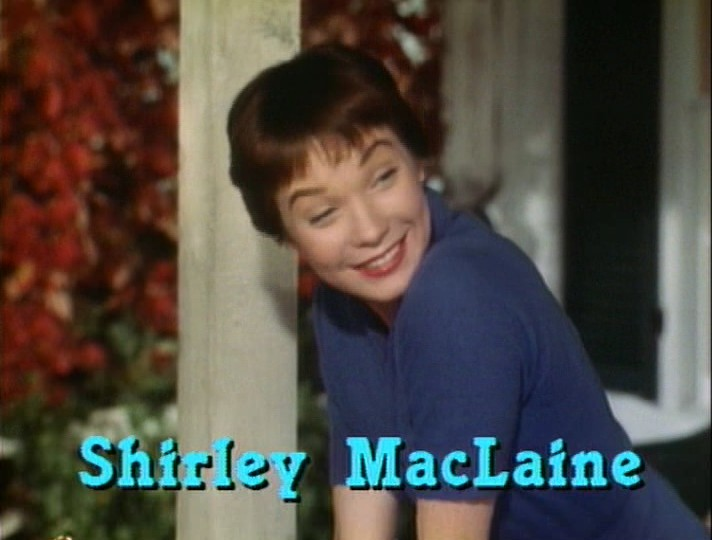
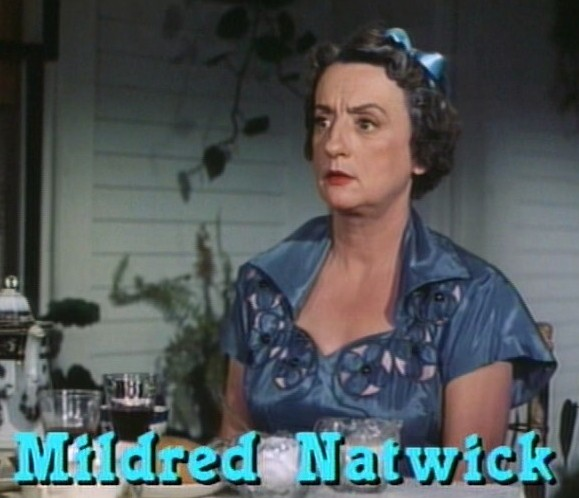
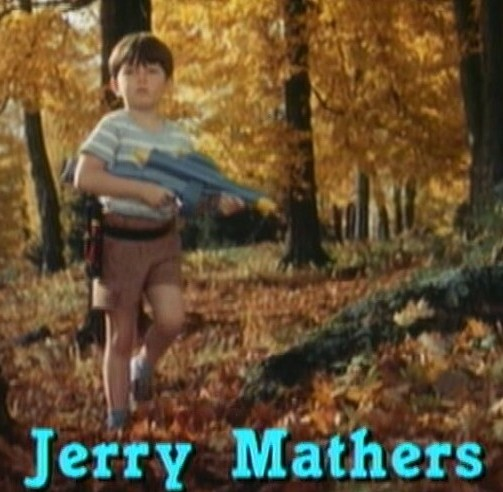

## Repartiment
- Edmund Gwenn: capità Albert Wiles
- John Forsythe: Sam Marlowe
- Shirley MacLaine: Jennifer
- Mildred Natwick: miss Gravely
- Mildred Dunnock: Mrs. Wiggs
- Jerry Mathers: Arnie
- Royal Dano: el xèrif Calvin Wiggs

## Al voltant de la pel·lícula
- Cameo: al vintè minut, Alfred Hitchcock passa darrere la limusina del vell home aficionat a la pintura.
- En aquesta pel·lícula Shirley MacLaine fa la seva primera aparició a la pantalla gran, a l'edat de 21 anys.[3]
- John Forsythe, que interpreta el pintor, continua sent conegut pel seu paper de Blake Carrington al fulletó televisat Dynasty

## Premis i nominacions[calcitació]

### Nominacions
- 1957. BAFTA a la millor pel·lícula
- 1957. BAFTA a la millor actriu per Shirley MacLaine